# Tommotrug
De Tommotrug (Russisch: Томмотская гряда; Tommotskaja grjada) is een bergrug in het noordelijk deel van het Hoogland van Aldan die zich over een lengte van ongeveer 100 kilometer uitstrekt ten zuiden van de stad Aldan, tussen de rivieren Aldan en Timpton. De bergrug bereikt een hoogte van 1510 meter (Batko). Op de bergrug liggen de bronnen van onder andere de rivieren Seligdar en Bolsjoj Yllymach.